# Amazon: Guardians of Eden
Amazon: Guardians of Eden (рус. Амазонка: Стражи Эдема) — приключенческая видео-игра point-and-click для MS-DOS от Access Software. Это одна из первых игр с графикой супер VGA, оцифрованными закадровыми голосами, и онлайн (в игре) системой подсказок.
Амазонки — это приключенческая игра об экспедиции 1957 года в самое сердце Амазонии: «отчаянная, безумная миссия отправляет [игрока] на опасные поиски земель, где легенды оживают, опасность скрывается за каждым углом, и невероятные сокровища ждут, чтобы быть обнаруженными.»

## Отзывы
Computer Gaming World пишет, что за «мастерскими» графикой и звуком, «Access чётко донесли свою прекрасную историю далеко за пределы того, что производили в Голливуде в последние годы». Было одобрено «избегание обидной, часто ошеломляюще поверхностной моды, в котором женщины превращаются в объекты звериной похоти, как это обычно бывает в этом жанре … родителям, которые обеспокоены только сексуальным содержанием игры не нужно беспокоиться насчёт Амазонки». Журнал пришёл к выводу, что игра была «выдающимся произведением». Игра была рассмотрена в 1993 году в Dragon #193 Хартли, Патрисией, и Кирком Лессером в колонке «The Role of Computers». Рецензенты дали игре 5 из 5 звёзд.